# Abdou Razack Traoré
Abdou Razack Traoré (Abiyán, 28 de diciembre de 1988) es un futbolista marfileño de origen burkinés que juega como centrocampista en el ISCA de Costa de Marfil.

## Clubes
| Club                 | País            | Año       |
| -------------------- | --------------- | --------- |
| Raja Casablanca      | Marruecos       | 2005-2006 |
| Rosenborg B. K.      | Noruega         | 2006-2010 |
| Lechia Gdańsk        | Polonia         | 2010-2012 |
| Gaziantepspor        | Turquía         | 2013-2014 |
| Kardemir Karabükspor | Turquía         | 2014-2017 |
| Konyaspor (cedido)   | Turquía         | 2015-2016 |
| Konyaspor            | Turquía         | 2017-2019 |
| Sivasspor            | Turquía         | 2019-2020 |
| Bursaspor (cedido)   | Turquía         | 2020      |
| Giresunspor          | Turquía         | 2020-2021 |
| Nantong Zhiyun       | China           | 2021-2022 |
| Nanjing City         | China           | 2023      |
| ISCA                 | Costa de Marfil | 2024-     |